# アンティグア島

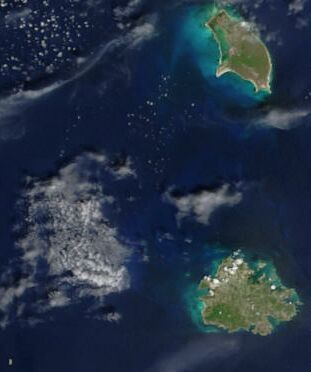
アンティグア島（下）。NASA写真

アンティグア島（アンティグアとう、英: Antigua）は、アンティグア・バーブーダに位置する島である。

## 概要
カリブ海・西インド諸島のリーワード諸島にある火山と珊瑚の複合島であり、島で最も高い山にオバマ山（402m、旧称ボギー山）があるがほとんどは平地である。島の東の周囲にはロング島やギアナ島やグリーン島などの小島がある。アンティグア島から40km南西にある無人島のレドンダ島もある。
アンティグア・バーブーダの人口のほとんどはアンティグア島に集中しており、首都はセントジョンズである。アンティグア島の面積は280km2である。観光が盛んでクルーズ船による観光客が多い。アンティグア島には365ものビーチがある。　

## 歴史
17世紀にイギリス人が入植し、1667年にイギリスの植民地となる。1967年に自治権を獲得し、
姉妹島のバーブーダ島と共に1981年にアンティグア・バーブーダとしてイギリスから独立した。

## 観光
セントジョンズ大聖堂などの歴史的建築物やビーチなどがある。